# Unione Sportiva Carrarese "Pietrino Binelli" 1948-1949
Questa voce raccoglie le informazioni riguardanti l'Unione Sportiva Carrarese "Pietrino Binelli" nelle competizioni ufficiali della stagione 1948-1949.

## Rosa
| N. |                   | Ruolo | Calciatore         |
| -- | ----------------- | ----- | ------------------ |
|    | Italia (bandiera) | A     | V. Agostini        |
|    | Italia (bandiera) | A     | B. Bernardini      |
|    | Italia (bandiera) | C     | Pietro Broccini    |
|    | Italia (bandiera) | A     | M. Dell'Amico      |
|    | Italia (bandiera) | A     | Longino Di Piazza  |
|    | Italia (bandiera) | D     | F. Ferrero         |
|    | Italia (bandiera) | C     | Vittorio Ghirlanda |
|    | Italia (bandiera) | C     | Giuseppe Macchi    |

| N. |                   | Ruolo | Calciatore      |
| -- | ----------------- | ----- | --------------- |
|    | Italia (bandiera) | C     | Leandro Menconi |
|    | Italia (bandiera) | D     | Franco Mori     |
|    | Italia (bandiera) | P     | G. Pancetti     |
|    | Italia (bandiera) | A     | L. Ravani       |
|    | Italia (bandiera) | D     | Erminio Rosso   |
|    | Italia (bandiera) | C     | Amerigo Salati  |
|    | Italia (bandiera) | D     | L. Viacava      |